# Libitiosoma
Genre
Libitiosoma est un genre d'opilions laniatores de la famille des Cosmetidae.

## Distribution
Les espèces de ce genre se rencontrent à Trinité-et-Tobago et en Bolivie.

## Liste des espèces
Selon World Catalogue of Opiliones (26/07/2021) :
- Libitiosoma bolivianum Roewer, 1947
- Libitiosoma granulatum Roewer, 1947

## Publication originale
- Roewer, 1947 : « Diagnosen neuer Gattungen und Arten der Opiliones Laniatores (Arachn.) aus C.F. Roewer's Sammlung im Senckenberg-Museum. 1. Cosmetidae. Weitere Weberknechte XII. » Senckenbergiana, vol. 28, p. 7–57.